# Stazione di Uijeongbu
La stazione di Uijeongbu (의정부역 - 議政府驛, Uijeongbu-yeok) è una stazione ferroviaria della città di Uijeongbu, nella provincia del Gyeonggi a nord di Seul, servita dalla linea 1 della metropolitana di Seul.

## Linee e servizi
Korail
● Linea 1 (ufficialmente, linea Gyeongwon) (Codice: 110)
■ Linea periferica di Seul (solo servizio merci)

## Struttura
La stazione è realizzata in superficie, con tre marciapiedi a isola e sei binari. I binari 1-4 sono utilizzati per la linea metropolitana di Seul, mentre i binari 5 e 6 venivano usati per i treni regionali sulla linea Gyeongwon, che ora partono da Dongducheon anziché da questa stazione, e sono ora impiegati per alcuni treni turistici.
Il fabbricato viaggiatori è costituito da un ampio mezzanino a ponte sopra i binari, i quali sono prevalentemente coperti dalla struttura, dando l'illusione di trovarsi sottoterra. La stazione è inoltre integrata con un centro commerciale del marchio Shinsegae.
| 1   | ■ Linea Gyeongwon | Locali per Dobongsan, Cheongnyangni, Seul e Incheon   |
| 2   | ■ Linea Gyeongwon | Espressi per Dobongsan, Cheongnyangni, Seul e Incheon |
| 3   | ● Linea 1         | Locali per Yangju, Dongducheon e Soyosan              |
| 4   | ● Linea 1         | Espressi per Yangju e Dongducheon                     |
| 5-6 | Treni turistici   | Treni turistici                                       |

## Stazioni adiacenti
| «           | Servizio       | »         |
| Linea 1     | Linea 1        | Linea 1   |
| ----------- | -------------- | --------- |
| Ganeung     | Locale         | Hoeryong  |
| Yangju      | Espresso       | Hoeryong  |
| Linea Gyooe |                |           |
| Songchu     | Servizio merci | Capolinea |